# Рабочая память
Рабо́чая па́мять — когнитивная система ограниченной ёмкости, обеспечивающая временное хранение информации, доступной для непосредственной обработки. В русскоязычной литературе также используется термин оперативная память. Работа рабочей памяти (РП) необходима для проведения рассуждений, для текущей мыслительной деятельности, например, для решения логической задачи или осознания сложной информации, и руководства при принятии решений и поведении. Хотя РП, по крайней мере, концептуально отличается от кратковременной памяти, РП позволяет манипулировать хранимой информацией, а кратковременная память относится только к кратковременному хранению информации, в более ранних публикациях часто эти термины использовались как синонимы. Однако, есть исследования, которые показывают, что эти две формы памяти различны и на нейробиологическом уровне. РП можно рассматривать как оперативную составляющую кратковременной памяти, предназначенную для временного хранения информации во время её активной переработки мозгом, в которую собираются, сохраняются и обрабатываются, с применением интеллектуальных операций, сведения, необходимые для решения текущей задачи. При этом сознание видит и использует содержимое всей кратковременной памяти, но напрямую изменять может содержимое только рабочей памяти. Понятие рабочей памяти занимает центральное место в когнитивной психологии, нейропсихологии и нейробиологии. В некоторых публикациях РП отнесена к исполнительным функциям.
Проведённые исследования показали, что за кратковременную память отвечают участки в лобной и теменной долях мозга, передняя поясная кора, а также участки базальных ганглиев. Данные о расположении рабочей памяти получены первоначально при исследовании эффектов от удаления отделов мозга у животных, а затем в экспериментах по нейровизуализации. В функционировании рабочей памяти принимает участие верхняя лобная извилина. Установлено, что повреждения левой верхней лобной извилины вызывают длительный и некомпенсированный дефицит рабочей памяти.
Понятие рабочей памяти тесно связывают с понятием подвижного интеллекта. Некоторые учёные находили связь между размером рабочей памяти и уровнем подвижного интеллекта, в связи с чем возникла теория о возможности развития подвижного интеллекта посредством тренировки рабочей памяти при использовании техник типа n-назад.

## История
Термин «рабочая память» был введён Миллером, Галантером и Прибрамом, и использовался в 1960-х годах в контексте теорий, которые сравнивали ум с компьютером. В 1968 году Аткинсон и Шиффрин использовали этот термин для описания «краткосрочного запаса информации». То, что мы теперь называем рабочей памятью, ранее называлось: «кратковременное хранилище» или кратковременная память, первичная память, немедленная память, оперативная память и временная память. Кратковременная память — это способность запоминать информацию на короткий период времени (порядка секунд). Большинство теоретиков сегодня используют концепцию рабочей памяти в качестве заменяющей или включающей более старую концепцию краткосрочной памяти, с сильным акцентом на манипулировании информацией, а не на её простом сохранении.
Наиболее раннее упоминание об экспериментах по нейробиологическим основаниям рабочей памяти появились более чем 100 лет назад, в описании Гитцига и Ферье экспериментов с удалением префронтальной коры (ПФК); они пришли к выводу, что лобная кора важна для когнитивных, а не сенсорных процессов. В 1935 и 1936 годах Карлайл Якобсен и его коллеги первыми продемонстрировали вредоносный эффект нарушения функционирования ПФК на задержку ответа.

## Модели рабочей памяти

### Многокомпонентная модель

Схема модели рабочей памяти Бэддели

В 1974 году Алан Бэддели и Грэм Хитч представили многокомпонентную модель рабочей памяти, являющуюся развитием модели памяти Аткинсона — Шиффрина. Предложенная модель включала три компонента: центральный исполнитель, фонологический цикл и визуально-пространственное хранилище, в которой центральный исполнитель выполняет функции центра управления, отбирающего и направляющего информацию между фонологическим и визуально-пространственным компонентами. «Среди прочего» ЦИ отвечает за то, что направляет внимание на соответствующую информацию, подавляет отвлечение на нерелевантную информацию и неподходящие действия, и координирует когнитивные процессы при одновременном выполнении нескольких задач. ЦИ обеспечивает интеграцию информации и координацию «подчиненных систем», функции которых краткосрочное хранение информации. Одна из подчинённых систем фонологический цикл (ФЦ), обеспечивает хранение фонологической информации (такую, как речь) и предотвращает её разрушение, постоянно обновляя её в цикле памяти
повторения. Например, ФЦ способен сохранять семизначный телефонный номер до тех пор, пока продолжает повторять его. Другая подчиненная система, визуально-пространственное хранилище (ВПХ) служит для хранения визуальной и пространственной информации. Эта подсистема используется, например, для создания и обработки различных визуальных образов, а также для представления ментальных карт. ВПХ может далее быть разделён на визуальную подсистему (имеющую дело с такими явлениями, как форма, цвет и текстура) и пространственную подсистему (направленную на местоположение).
В 2000 году Бэддели расширил модель, добавив четвёртый компонент, эпизодический буфер который содержит представления, объединяющие фонологическую, визуальную и пространственную информацию, и, возможно, информацию, не охватываемую подчиненные системы (например, семантическая информация, музыкальная информация, а также временные отметки, эмоциональную составляющую и другую). Эпизодический буфер является также связующим звеном между рабочей и долговременной памятью. Этот компонент называется эпизодическим, так как, предполагается, что он связывает всю информацию РП в единое эпизодическое представление. Эпизодический буфер напоминает концепцию Тулвинга эпизодической памяти, но отличается тем, что является временным хранилищем.

### Рабочая память как часть долговременной памяти
Андерс Эриксон и Уолтер Кинч ввели понятие «долговременной рабочей памяти», которое определили как совокупность «поисковых структур» долговременной памяти, обеспечивающих беспрепятственный доступ к информации, актуальной для повседневных задач. В соответствии с этой концепцией часть долговременной памяти эффективно функционирует как рабочая. Аналогично Коуэн не рассматривает рабочую память как систему отдельную от долговременной памяти. Представления в рабочей памяти являются подмножеством представлений в долговременной памяти. Рабочая память организована в виде двух встроенных уровней. Первый состоит из активированных представлений долговременной памяти. Их может быть много — теоретически число активаций представлений в долговременной памяти неограниченно. Второй уровень называется фокусом внимания. Считается, что фокус ограничен и может содержать до четырёх активированных представлений.
Оберауэр расширил модель Коуэна, добавив третий компонент, ‘’’суженный фокус внимания’’’, удерживающий в каждый момент времени в своём поле только один объект. Фокус из одного элемента встроен в фокус четырёх элементов и служит для выбора отдельного фрагмента для обработки. Например, «фокус внимания» Коуэна может одновременно держать четыре цифры. Если человек хочет выполнить обработку каждой из этих цифр отдельно, например, добавив число два к каждой из цифр, то для каждой цифры требуется отдельная обработка, поскольку большинство людей не может выполнять несколько математических процессов одновременно параллельно. Компонент внимания Оберауэра направляется на одну из цифр для обработки, а затем смещает фокус на следующую цифру, и этот процесс продолжается до тех пор, пока все цифры не будут обработаны.

## Оценка емкости рабочей памяти
Размер оперативной памяти определяется личным умением управлять своим умом. Обычно считается, что рабочая память имеет ограниченную емкость. Ранее количественное определение предела емкости, связанного с кратковременной памятью, было «магическое число семь», предложенное Миллером в 1956 году. Он утверждал, что способность обработки информации у молодых людей составляет около семи элементов, которые он назвал «отрезками» (фрагментами), независимо от того, являются ли эти элементы цифрами, буквами, словами или другими единицами. Более поздние исследования показали, что это число зависит от категории используемых фрагментов (например, размер может быть около семи для цифр, шесть для букв и пять для слов) и даже от особенностей фрагментов внутри категории. Например, размер меньше для длинных, чем для коротких слов. Как правило, объём памяти для словесного содержимого (цифр, букв, слов и т. д.) зависит от фонологической сложности содержимого (то есть количества фонем, количества слогов), и от лексического статуса содержимого (является ли содержимое словами, известными человеку или нет). Ряд других факторов влияют на измеряемый размер памяти человека, и поэтому трудно свести оценки объёма кратковременной или рабочей памяти к нескольким фрагментам. Тем не менее, Коуэн сделал предположение, что рабочая память имеет емкость около четырёх фрагментов у молодых людей (и меньше у детей и пожилых людей).

### Измерения и корреляции
Оценка объёма рабочей памяти может быть проведена с помощью различных задач. Обычно используется мера, основанная на парадигме двойной задачи, сочетающей составляющую на хранение информации с параллельной задачей обработки, которую иногда называют «сложным промежутком». Данеман и Карпентер изобрели первую версию задачи такого рода, «reading span task», в 1980 году. Участникам эксперимента предоставляли для чтения список из нескольких предложений (обычно от двух до шести) и им предлагалось запоминать последнее слово каждого из предложений. После чтения списка участники должны были воспроизвести слова в правильном порядке. Впоследствии было показано, что есть другие задачи, не имеющие характера двойной задачи, которые также являются хорошими показателями емкости рабочей памяти. Если Данеман и Карпентер полагали, что для измерения объёма рабочей памяти необходимы задачи сочетающие хранение и обработку информации, то теперь известно, что объём рабочей памяти можно измерить, как с помощью задач для рабочей памяти, в которых нет дополнительного компонента обработки, так и с использованием определённых задач обработки, не связанных с запоминанием информации. Вопрос о функциональности задач, которые могут считаться качественными показателями объёма рабочей памяти, является темой текущих исследований.
От ëмкости рабочей памяти зависит способность решения  сложных когнитивных задач, таких, как понимание смысла прочитанного, решение проблем, а также  коэффициент интеллекта.
Некоторые исследователи утверждают, что ёмкость рабочей памяти определяет эффективность исполнительных функций, прежде всего способность поддерживать несколько представлений, имеющих отношение к задаче, в условиях воздействия отвлекающей нерелевантной информации; и что такие задачи, вероятно, отражают различия в индивидуальных способностях концентрировать и поддерживать внимание, особенно, в условиях наличия привлекающих внимание событий. Как и рабочая память, исполнительные функции, не исключительно, но сильно зависят от лобных областей мозга.
Ряд исследователей считает, что  рабочая память характеризуются ментальной способностью понимать отношения между элементами  рассматриваемой информации. Среди прочих, эта идея была выдвинута Грэмом Хэлфордом, который использовал её для иллюстрации нашей ограниченной способности понимать статистические зависимости между переменными. Он с другими исследователями попросил людей сравнить письменные утверждения об отношениях между несколькими переменными с графиками, иллюстрирующими то же или другое отношение, как в следующем предложении: «Если торт из Франции, то в нём больше сахара, если он сделан с шоколадом, чем если бы он был сделан со сливками, но если пирог из Италии, то в нём больше сахара, если он сделан со сливками, чем если бы он был сделан из шоколада». Это утверждение описывает отношение между тремя переменными (страна, ингредиент и количество сахара), которое является максимальным для большинства людей. Ограничение емкости рабочей памяти - это ограничение количества взаимосвязей, которые человек способен отслеживать одновременно.

### Экспериментальные исследования емкости рабочей памяти
Существует несколько гипотез о природе границы емкости. Одна из них заключается в том, что существует ограниченный пул когнитивных ресурсов необходимых для поддержки активности представлений и, обеспечения доступности их для обработки и для перерабатывающих их процессов. Другая гипотеза состоит в том, что без обновления повторением перезаписи следы информации в рабочей памяти гаснут и исчезают в течение нескольких секунд, а, так, как, скорость перезаписи ограничена, то РП может поддерживать только ограниченный объём информации. Ещё одна идея заключается в том, что представления, хранящиеся в рабочей памяти, создают помехи и мешают друг другу.

#### Теории затухания
Предположение, что содержание кратковременной или рабочей памяти со временем угасает, если только его не предотвращать повторением перезаписи, восходит к началу экспериментальных исследований краткосрочной памяти. Это положение является также одним из основных в многокомпонентной теории рабочей памяти. Наиболее сложная теория рабочей памяти, базирующаяся на предположении затухания — это «модель совместного использования ресурсов на основе времени». Эта теория строится на предположении, что, если представления в рабочей памяти не обновляются, то они разрушаются. Их обновление требует использования механизма внимания, который также необходим для любой параллельной (конкурентной) задачи обработки. При наличии небольших временных интервалов, в которых задача обработки не требует механизма внимания, он может быть использован для обновления следов памяти. Поэтому теория предсказывает, что интенсивность забывания зависит от временной плотности требований внимания к задаче обработки — эта плотность называется «когнитивной нагрузкой». Когнитивная нагрузка зависит от двух переменных: требования задачи обработки к интенсивности выполнения отдельных шагов, и продолжительности каждого шага. Например, если задача обработки состоит в добавлении цифр, то необходимость добавлять ещё одну цифру каждые полсекунды создает большую когнитивную нагрузку на систему, чем необходимость добавления цифры каждые две секунды. В серии экспериментов Barrouillet и его коллеги показали, что память для списков символов зависит не от количества шагов обработки и общего времени обработки, а от когнитивной нагрузки.

#### Ресурсные теории
Ресурсные теории предполагают, что емкость рабочей памяти является ограниченным ресурсом, который должен совместно использоваться всеми представлениями, которые должны поддерживаться в рабочей памяти одновременно. Некоторые теоретики ресурсов также предполагают, что хранение в памяти и параллельная обработка используют один и тот же ресурс; этим можно объяснить почему эффективность памяти обычно ухудшается при одновременной потребности в обработке. Теории ресурсов были очень успешны в объяснении результатов тестов рабочей памяти для простых визуальных функций, таких, как цвета или ориентация полос. Продолжаются дебаты о том, является ли ресурс безгранично делимым, который можно разделить на любое число элементов в рабочей памяти, или же он состоит из небольшого числа дискретных «слотов», каждый из которых может быть назначен только одному элементу памяти, так что только ограниченное количество около 3 элементов может быть сохранено в рабочей памяти одновременно.

#### Интерференционные теории (теории помех)
Теоретики обсуждали несколько форм интерференций. Одна из самых старых идей заключается в том, что новые элементы просто заменяют в рабочей памяти старые. Другой формой помех является поисковая конкуренция. Например, задача состоит в запоминании в заданном порядке списка из 7 слов, и воспроизведении списка начиная с первого слова. При попытке извлечь из памяти первое слово, случайно может выбраться второе слово, находящееся в непосредственной близости к первому, и тогда оба слова будут конкурировать за окончательный отбор. Часто, ошибками в задачах последовательного вспоминания является перепутывание в памяти соседних элементов списка (также, называемое транспозицией). Таким образом, поисковая конкуренция ограничивает способность вспоминать списки элементов в исходном порядке, а также, возможно, и в других задачах на рабочую память. Третья форма помех состоит в искажении представлений из-за наложения нескольких из них друг на друга, и таким образом, каждое из представлений размывается влиянием других. Четвёртая форма помех, которая предполагается некоторыми авторами, состоит в перемещении свойств. Идея заключается в том, что каждое слово, цифра или другой элемент в рабочей памяти представлены в виде связки свойств, и когда несколько элементов обладают набором общих свойств, свойства одних элементов могут перемещаться к другим. Чем больше элементов хранится в рабочей памяти и чем больше их свойства перекрываются, тем сильнее перемещаются свойства и искажается, часто уменьшается, различие элементов.

#### Ограничения
Ни одна из представленных гипотез не может полностью объяснить данные экспериментов. Например, гипотеза о ресурсах предназначалась для объяснения компромисса между хранением и обработкой: чем больше информации должно храниться в рабочей памяти, тем медленнее и более подверженными ошибкам должны становиться параллельные процессы обработки, и процессы обработки с более высокой потребностью в памяти должны сильнее подавляться. Такая взаимосвязь исследовалась с помощью задач, типа, описанной выше, задачи чтения-запоминания. Было обнаружено, что сила взаимоподавления зависит от сходства информации, подлежащей запоминанию, и обработке. Например, процессы запоминания чисел и обработки пространственной информации или запоминания пространственной информации и обработки чисел выполняются совместно легче, чем запоминание и обработка материалов одного вида. Также, проще осуществляется запоминание слов и обработка цифр или запоминание цифр и обработка слов, чем запоминание и обработка материалов одной категории. Эти выводы также трудно объяснить в рамках гипотезы затухания, поскольку скорость исчезновения представлений в памяти должна зависеть только от длительности задержки повторения перезаписи или вспоминания задачей обработки, а не от её содержания. Ещё одна проблема для гипотезы затухания возникает в результате экспериментов, в которых вспоминание списка символов задерживается, либо инструктированием участников вспоминать более медленным темпом, либо указанием говорить какое-нибудь нерелевантное слово один или три раза между воспроизведениями каждой буквы. Здесь задержка вспоминания практически не влияет на его точность. Вероятно, что теория помех, даёт наиболее логичное объяснение существенного затруднения параллельной работы процессов памяти и обработки при большом сходстве содержимого памяти и содержания задач обработки. Большой объём схожих материалов с большей вероятностью будет приводить к перемещению свойств от одних элементов к другим, их последующему перепутыванию, и увеличению поисковой конкуренции.

## Развитие
Емкость рабочей памяти постепенно увеличивается с детства и постепенно снижается в старости.

### Детство
Показатели производительности на тестах рабочей памяти постоянно растут с раннего детства к юности, при этом структура корреляций между различными тестами, в значительной степени, остается неизменной. Начиная с работ в неопиажевской традиции, теоретики утверждают, что увеличение емкости рабочей памяти является основной движущей силой когнитивного развития. Эта гипотеза получила сильную эмпирическую поддержку исследований, показывающих, что емкость рабочей памяти является надежным предиктором когнитивных способностей в детстве, успешности в целом ряде областей, таких как: владение родным языком, математика, способность понимать тексты, и осваивать другие учебные дисциплины и области знаний. Ещё более убедительные доказательства роли рабочей памяти в развития были получены в лонгитюдном исследовании, показывающем, что емкость рабочей памяти в любом возрасте предсказывает способность мыслить в более позднем возрасте. Показано, что индивидуальные различия рабочей памяти объясняют от трети до половины всех индивидуальных различий общего интеллекта. Исследования неопиажевской традиции дополнили эту картину, проанализировав сложность когнитивных задач с точки зрения количества предметов и отношений, которые необходимо одновременно учитывать при решении. В широком спектре дети способны справиться с версиями задач одинакового уровня сложности примерно в одном возрасте, в соответствии с предположением, что объём рабочей памяти ограничивает сложность, с которой они могут справиться в данном возрасте. Хотя нейробиологические исследования подтверждают мнение, что у детей при выполнении различных задач для рабочей памяти активизируется префронтальная кора, метаанализ фМРТ сравнивая детей со взрослыми, выполняющими задачу n-назад, показал отсутствие постоянной активации префронтальной коры у детей, в то время как задние области, включая островковую кору и мозжечок, остаются незадействованными.

### Старение
Рабочая память входит в состав когнитивных функций, наиболее чувствительных к снижению в преклонном возрасте. В психологии было предложено несколько объяснений причин этого снижения. Одним из них является теория скорости обработки когнитивного старения Тима Салтуза. Опираясь на обнаружение общего замедления когнитивных процессов с возрастом людей, Солтхаус утверждает, что более медленная обработка увеличивает время разрушения содержимого рабочей памяти, что снижает эффективную емкость. Однако сокращение объёма рабочей памяти нельзя полностью объяснить замедлением, поскольку в старости емкость снижается сильнее, чем скорость обработки. Другим предложением является гипотеза подавления, выдвинутая Линн Хашер и Роуз Закс. Эта теория предполагает общий дефицит в пожилом возрасте в способности подавлять нерелевантную или более неактуальную информацию. Следовательно, рабочая память имеет тенденцию загромождаться ненужным содержимым, которое уменьшает эффективную емкость для соответствующего содержимого. Предположение о дефиците ингибирования в пожилом возрасте получило большую эмпирическую поддержку, но до сих пор неясно, объясняет ли полностью снижение способности к подавлению снижение емкости рабочей памяти. Вест привела ещё одно объяснение снижение емкости рабочей памяти и других когнитивных функций в пожилом возрасте, связанное с изменениями на нейронном уровне. Она утверждала, что рабочая память в значительной степени зависит от префронтальной коры, которая в старении, ухудшается сильнее, чем другие области мозга. Связанное с возрастом снижение емкости рабочей памяти можно кратковременно устранить с помощью транскраниальной стимуляции низкой интенсивности, синхронизируя ритмы в областях двусторонней лобной и левой височной долях.

## Тренировка
Торкель Клингберг был первым, кто исследовал, оказывает ли интенсивная тренировка рабочей памяти благотворное влияние на другие когнитивные функции. Его новаторское исследование показало, что рабочую память можно улучшить, обучая пациентов с СДВГ с помощью компьютерных программ. Исследование показало, что тренировка рабочей памяти увеличивает диапазон когнитивных способностей и повышает результаты тестов IQ. Другое исследование той же группы продемонстрировало, что после тренировки активность мозга, связанная с рабочей памятью, повышалась в префронтальной коре, области, которую многие исследователи связывают с работой функции памяти. В одном из исследований было показано, что тренировка рабочей памяти увеличивает плотность дофаминовых рецепторов (в частности, DRD1) префронтальной и теменной коры в тесте персон. Однако последующая работа с той же программой обучения не смогла воспроизвести положительное влияние обучения на когнитивные способности. Отчет метааналитических исследований по программе обучения Клингберга до 2011 года показывает, что такой тренинг в лучшем случае незначительно влияет на тесты интеллекта и внимания.
В другом авторитетном исследовании тренировка с задачей рабочей памяти (двойная задача n-назад) позволила улучшить показатели теста подвижного интеллекта у здоровых молодых людей. В 2010 году было воспроизведено улучшение интеллектуального анализа подвижного интеллекта с помощью задачи n-назад, но два исследования, опубликованные в 2012 году, не смогли воспроизвести эффект. Объединённые данные, полученные в результате около 30 экспериментальных исследований эффективности обучения рабочей памяти, были оценены в нескольких метаанализах. Авторы этих метаанализов не согласны в своих выводах относительно того, улучшает ли тренировка рабочей памятью интеллект. Тем не менее, эти метаанализы согласуются в своей оценке размера эффекта обучения рабочей памяти: если такой эффект есть, он, вероятно, будет небольшим.

## Память и мозг

### Нейронные механизмы хранения информации
Первое понимание нейронных и нейротрансмиттерных основ рабочей памяти было получено из исследований на животных. Работа Якобсена и Фултон в 1930-х годах впервые показали, что поражение ПФК ухудшало качество пространственной рабочей памяти обезьян. В последующей работе Фустер записал электрическую активность нейронов в ПФК обезьян, когда они выполняли задачу, включающую задержки. В этой задаче обезьяна видит, как экспериментатор кладет немного еды под одну из двух чашек одинакового вида. Затем затвор опускается на переменный период задержки, экранируя чашки от взгляда обезьяны. После задержки открывается затвор, и обезьяне разрешается извлекать еду из-под чашек. Успешный поиск с первой попытки то, чего животное может достигнуть после некоторой тренировки над заданием, требует сохранения информации о местоположения пищи в памяти в течение периода задержки. Фустер обнаружил нейроны в ПФК, которые срабатывали в основном в течение периода задержки, что позволяет предположить, что они участвовали в сохранении представления о местоположении пищи, пока оно было невидимым. Более поздние исследования показали, что подобные сохраняющие активность нейроны также находятся в задней части теменной коры, таламусе, хвостатом ядре и бледном шаре. Работа Голдман-Ракич и других показала, что главная борозда дорсолатеральной ПФК (principal sulcal, dorsolateral PFC) соединяется со всеми этими областями мозга, и что нейронные микросети в ПФК способны сохранять информацию в рабочей памяти через повторяющиеся возбуждение глутаматных сетей пирамидальных клеток, которые продолжают срабатывать в течение всего периода задержки. Эти сети настраиваются путем бокового торможения ГАМКергических интернейронов. Системы нейромодулирующего возбуждения заметно изменяют функцию рабочей памяти ПФК; например, слишком малое или большое количество дофамина или норадреналина ухудшает работу сети ПФК и производительность рабочей памяти.
Описанные выше исследования по постоянному срабатыванию определённых нейронов в период задержки задач рабочей памяти, показывают, что мозг имеет механизм поддержания активных представлений без внешних сигналов. Однако сохранение активных представлений недостаточно, если задача требует поддержки более одного фрагмента информации. Кроме того, компоненты и функции каждого фрагмента должны быть правильно связаны друг с другом, чтобы предотвратить их перепутывание. Например, если требуется одновременно запомнить красный треугольник и зелёный квадрат, необходимо, чтобы «красный» связан с «треугольником», а «зеленый» — с «квадратом». Одним из способов установления таких связей является синхронизация нейронов, представляющие признаки одного фрагмента, и рассинхронизация нейронов, представляющих элементы разных фрагментов. Для этого примера нейроны, представляющие красный цвет, должны срабатывать синхронно с нейронами, представляющими треугольник, но не срабатывать синхронно, с представляющими квадрат. На настоящее время нет прямых доказательств того, что рабочая память использует такой механизм связывания, поэтому были предложены и другие механизмы. Предполагается, что синхронное срабатывание нейронов, участвующих в рабочей памяти, осуществляется с частотами в диапазоне тета-ритм (от 4 до 8 Гц). Действительно, мощность тета-частоты в ЭЭГ растёт с нагрузкой на рабочую память, и колебания в тета-диапазоне, измеренные в разных частях головы становятся более скоординированными, когда человек пытается запомнить связь между двумя компонентами информации.

### Локализация в мозге
Определения локализации функций в головном мозге людей значительно упростилось с появлением методов визуализации мозга (ПЭТ и фМРТ). Исследование на их основе подтвердило, что области ПФК вовлечены в функции рабочей памяти. В течение 1990-х годов многие дискуссии были сосредоточены на функциях вентролатеральной и дорсолатеральной областях ПФК. Исследование поражений человека предоставляют дополнительные данные о роли дорсолатеральной префронтальной коры в рабочей памяти. Одно предположение заключалось в том, что дорсолатеральные области отвечают за пространственную, а вентролатеральные области — за непространственную рабочую память. Другое предположение состояло в наличии функционального различия, в том, что вентролатеральные области в основном участвуют только в хранении информации, тогда как дорсолатеральные области, также вовлечены в задачи, требующие определённой обработки запоминаемого материала. Дискуссия полностью не завершена, но большая часть данных поддерживает точку зрения функциональных различий.
Визуализация мозга также показала, что функции рабочей памяти не ограничиваются ПФК. Обзор многочисленных исследований показывает, что области активации во время задач рабочей памяти, разбросаны по большой части коры. Для пространственных задач существует тенденция привлекать больше областей правого полушария, а для вербальной и объектной рабочей памяти больше областей левого полушария. Активация во время вербальных заданий на рабочую память может быть разбита на один компонент, отражающий хранение, в левой задней теменной коре, и компонент, отражающий повторение звука, в левой лобной коре (область Брока, участвующая в формировании речи).
Формируется консенсус, что большинство задач на рабочую память вовлекают сеть из ПФК и теменных областей. Проведённое исследование показывает, что во время задач рабочей памяти связи между этими областями усиливаются. Другое исследование показало, что эти области не случайно активируются во время задач на рабочую память, они необходимы для функционирования рабочей памяти. Временная их блокировка с помощью транскраниальной магнитной стимуляцией (ТМС), приводит к ухудшению выполнения задач.
Текущие обсуждения касаются функции этих областей мозга. Было установлено, что ПФК активна в различных задачах, требующих исполнительных функций. Это побуждает ряд исследователей утверждать, что роль ПФК в функционировании рабочей памяти состоит в управлении вниманием, выборе стратегий и манипулировании информацией, но не хранении информации. Функция хранения проявляется в более задних областях головного мозга, включая теменную кору. Другие авторы интерпретируют деятельность в теменной коре как относящуюся к исполнительным функциям, поскольку эта область также активируется в задачах, требующих не памяти, а внимания.
Метаанализ 2003 года 60 нейровизуальных исследований показал, что кора левой лобной доли вовлечена в низкозатратные требования к вербальной рабочей памяти, кора правой лобной доли к пространственной рабочей памяти. Поля Бродмана 6, 8 и 9 в верхней лобной коре активны, при потребности в непрерывном обновлении рабочей памяти, когда память должна быть сохранена в течение некоторого времен. Правые поля Бродмана 10 и 47 в вентральной лобной коре чаще всего вовлечены в такие манипуляции, как двойные задачи или умственные операции, поле 7 задней теменной коры участвует во всех исполнительных функциях.
Предполагается, что рабочая память включает два процесса с различными локализациями в лобной и теменной долях. В первой, локализуется операция выбора, извлекающую наиболее релевантный элемент, а во второй, операция обновления, которая меняет фокус внимания на нем. Было обнаружено, что обновление фокуса внимания включает временную активацию в каудальной части верхней лобной борозды и задней теменной коры, в то время как возрастающие требования к отбору избирательно изменяют активацию в ростральной верхней лобной борозде и задней поясной извилине/precuneus.
Уточнение функций областей мозга, вовлеченных в рабочую память, зависит от способности задач дифференцировать эти функции. В большинстве исследований рабочей памяти, полученных с помощью визуализации мозга, использовались задачи распознавания, такие как отложенное распознавание одного или нескольких стимулов, или задача n-назад, в которой каждый новый стимул в длинной серии должен сравниваться с тем, что был n шагов назад. Преимущество задач распознавания состоит в том, что они требуют минимального движения (нажатие одной из двух клавиш), что облегчает фиксацию головы в сканере. Экспериментальные исследования и исследования индивидуальных различий в рабочей памяти, тем не менее, использовали в основном задания на вспоминание (например, задача чтения диапазона, см. ниже). Не ясно, в какой степени задачи распознавания и вспоминания отражают одинаковые процессы и одинаковые ограничения производительности.
Нейровизуальные исследования мозга были проведены с заданием на период чтения или с соответствующими задачами. Повышенная активация во время этих задач была обнаружена в ПФК и, в нескольких исследованиях, также в передней поясной коре. Люди, выполняющие эту задачу лучше, показали большее увеличение активации в этих областях, и их активация коррелировала больше с течением времени, предполагая, что их нейронная активность в этих двух областях была лучше скоординирована, возможно, из-за более сильной из связности.

### Нейронные модели
Одним из подходов к моделированию нейрофизиологии и функционирования рабочей памяти является префронтальнокорковая базальноганглиевая  рабочая память (PBWM).

### Влияние стресса на нейрофизиологию
Рабочая память страдает от интенсивного и хронического психологического стресса. Это явление впервые было обнаружено в исследованиях на животных Арнстеном и его коллегами, которые показали, что вызванное стрессом высвобождение катехоламина в ПФК быстро снижает срабатывание нейронов ПФК и емкость памяти посредством прямых, внутриклеточных сигнальных путей. Воздействие хронического стресса приводит к более глубокому нарушению рабочей памяти и дополнительным структурным изменениям в ПФК, включая дендритную атрофию и потерю шипиков, который можно предотвратить путем ингибирования сигнальной протеинкиназы. Проведённые с применением фМРТ подобные исследования на людях подтвердили, что ухудшение рабочей памяти, вызванная острым стрессом, связано с пониженной активацией ПФК, а стресс — с повышенным уровнем катехоламинов. Визуализированные исследования студентов-медиков, сдающих стрессовые экзамены, также показали снижение функциональной связности ПфК, что согласуется с исследованиями на животных. Выявленное заметное влияние стресса на структуру и функции ПФК может помочь объяснить, как стресс может вызвать или усугубить психическое заболевание.
Чем больше стресса в жизни, тем ниже эффективность рабочей памяти при выполнении простых познавательных задач. Студенты, выполнявшие упражнения, снижающие появление негативных мыслей, показали увеличение емкости рабочей памяти. Состояние настроения (положительное или отрицательное) может оказывать влияние на дофамин, нейромедиатор, который, в свою очередь, может воздействовать на решение проблем.

### Влияние алкоголя на нейрофизиологию
Результатом злоупотребления алкоголя может быть повреждение мозга, что вызывает нарушение рабочей памяти. Алкоголь влияет на уровень кислорода в крови (BOLD ответ). BOLD ответ показывает повышенную оксигенацию крови при активности мозга, что делает этот ответ полезным инструментом для измерения нейронной активности. При выполнении задачи на рабочую память ответ BOLD проявляется в таких областях мозга, как базальные ганглии и таламус. Подростки, которые начинают пить в молодом возрасте, проявляют снижение BOLD-ответа в этих областях мозга. Молодые женщины с алкогольной зависимостью, в частности, демонстрируют меньший BOLD-ответ в теменных и лобных кортикальных слоях при выполнении задачи пространственной рабочей памяти. Употребление алкоголем, в частности, может также повлиять на производительность для задач на рабочую память, особенно визуальную рабочую память. Кроме того, по-видимому, существует гендерное различие в отношении того, как алкоголь влияет на рабочую память. Несмотря на то, что женщины лучше справляются с заданиями на вербальную рабочую память после употребления алкоголя, чем мужчины, они, похоже, хуже справляются с задачами на пространственную рабочую память, о чём свидетельствует меньшая мозговая активность. Наконец, возраст является дополнительным фактором. Пожилые люди сильнее подвержены влиянию алкоголя на рабочую память, чем молодые.

## Генетика

### Генетика поведения
Индивидуальные различия в объёме рабочей памяти в некоторой степени наследуемы; примерно половина различий между людьми связана с различиями в их генах. Генетический компонент изменчивости объёма рабочей памяти в значительной степени разделяется с таковым для подвижного интеллекта.

### Попытки идентифицировать отдельные гены
Мало что известно о том, какие гены связаны с функционированием рабочей памяти. В теоретических рамках многокомпонентной модели был предложен один ген-кандидат, а именно ROBO1 для гипотетического фонологического цикла рабочей памяти.

## Роль в успеваемости
Объём рабочей памяти коррелирует с результатами обучения грамоте и счету. Первоначальные доводы наличия такой связи исходили из корреляции между емкости рабочей памяти и понимания читаемого, которое впервые наблюдали Данеман и Карпентер (1980) и было подтверждено в последующем мета-аналитическом обзоре нескольких исследований. Последующие исследования показали, что емкость рабочей памяти детей младшего школьного возраста точно прогнозировала успешность решения математических задач. Одно из лонгитюдных исследований показало, что рабочая память ребёнка в 5 лет является лучшим предиктором академического успеха, чем IQ.
В широкомасштабном скрининговом исследовании в Великобритании у каждого десятого ребёнка обычных классов была идентифицирована недостаточность рабочей памяти. Большинство из них показали очень плохие результаты в учёбе, независимо от их IQ. Аналогично, недостаточность рабочей памяти была выявлена у детей в возрасте семи лет с низким уровнем успеваемости в ходе реализации национальной учебной программе. Без соответствующего вмешательства эти дети отстают от своих сверстников. Недавнее исследование 37 детей школьного возраста со значительными нарушениями обучения показало, что емкость рабочей памяти при базовом измерении, но не IQ, предсказывает результаты обучения два года спустя. Это говорит о том, что нарушения рабочей памяти связаны с низкими результатами обучения и представляют собой фактор высокого риска для успеваемости детей. У детей с нарушениями обучения, такими как дислексия, СДВГ и расстройствами координации развития, сходная картина очевидна.